# Neohyssura spinicauda
Neohyssura spinicauda is een pissebed uit de familie Hyssuridae. De wetenschappelijke naam van de soort is voor het eerst geldig gepubliceerd in 1901 door Walker.